# Coburg (Iowa)
Coburg es una ciudad situada en el condado de Montgomery, en el estado de Iowa, Estados Unidos. Según el censo de 2010 tenía una población de 42 habitantes.

## Geografía
Según la Oficina del Censo de los Estados Unidos, la localidad tiene un área total de 0,75 km², la totalidad de los cuales 0,75 km² corresponden a tierra firme. 

## Demografía
Según el censo de 2010, había 42 personas residiendo en la localidad. La densidad de población era de 56 hab./km². Había 13 viviendas con una densidad media de 17,33 viviendas/km². El 95,24% de los habitantes eran blancos y el 4,76% pertenecía a dos o más razas.